# HK Sarov
HK Sarov, ryska: Хоккейный клуб Саров, var en ishockeyklubb från Sarov i Nizjnij Novgorod oblast, Ryssland. Klubben fungerade som farmarklubb till Torpedo Nizjnij Novgorod. Klubben hade ett lag i den ryska andraligan VHL 2010–2019. Det bästa resultadet, en femteplats, nåddes första säsongen. Klubben tog sig till slutspel fyra gånger under sina år i VHL. Moderklubben beslutade att lägga ner klubben 2019.